# یسنا

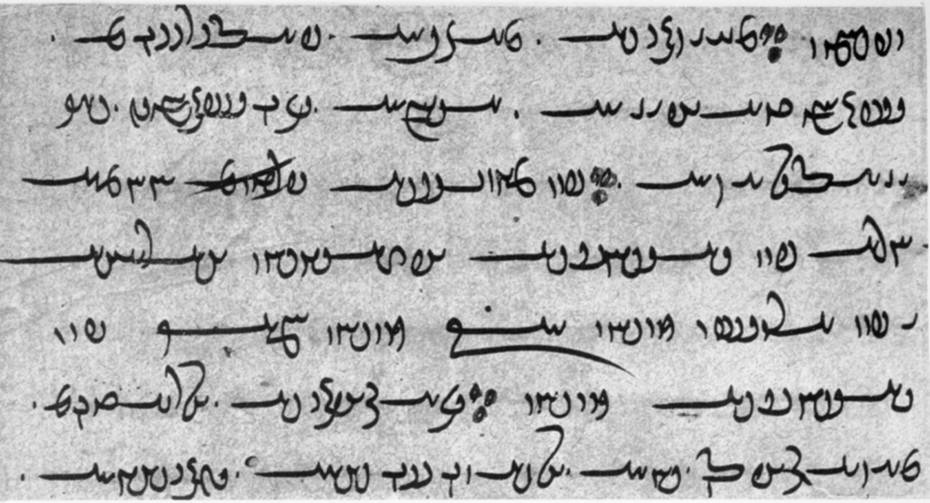
گزیده ای از اوستا، کتاب مقدس آیین زرتشتی

یسنه، یَسنا، یسن، یازش، جشن یا یزشن (اوستایی: 𐬫𐬀𐬯𐬥𐬀، ت.ت. 'نیایش') به دو معنا است:
1. یسنا به معنی یک مراسم نیایش بسیار مهم در مزدیسنا
2. نام یکی از نسک‌های (نسک به معنی فصلی از کتاب) اوستا است که در این مراسم مذهبی خوانده می‌شود.

همچنین از نام‌های دخترانه‌ای‌ است که در میان زرتشتیان بسیار رواج دارد.

## نام
این نام از ریشهٔ ایرانی «یز» (Yaz)، و در زبان اوستایی به معنی پرستش و این یک نام کهن ایرانی زرتشتی برای دختران نیز می‌باشد. واژهٔ «یشتن» (Yashtan) در زبان پهلوی و جشن در فارسی (گرفته شده از یسن) نیز از همین ریشه است.

## نسک
یَسنَه یا یسنا نام مهم‌ترین نسک اوستای کنونی است که ۷۲ هات (فصل) دارد و گاهان پنجگانه زرتشت (گات‌ها) نیز جزو همین ۷۲ هات به‌شمار می‌آید. در این نوشته‌ها یزدان‌ها به مراسم فرا خوانده می‌شوند و دستور العمل مراسم داده می‌شود. مانند بقیه نسک‌های اوستا یسنا نیز به‌صورت سرود نوشته شده‌است.

## مراسم مذهبی
جشن یسنا در اتاقی مخصوص در آتشکده برگزار می‌شود. این اتاق را با پاوی‌ها یا آبراه‌ها نشانه‌گذاری می‌کرده‌اند.
این مراسم با سرپرستی موبد انجام می‌شود. مراسم شامل خواندن بخش‌هایی از سرودهای نسک یسنا می‌باشد که برجا مانده از اشوزرتشت است و همچنین کهن‌ترین بخش کتاب اوستا نیز است گات‌ها یا سرودهای اشو زرتشت نام دارد.
یسنا به معنای قربانی (سانسکریت: यज्ञ، آوانگاری: Yajña)، در اساس، قربانی کردن هومه (نوشیدنی مقدس) است که در مقابل آتش برگزار می‌شود. محل اجرای آن، اورویسگاه (Urvisgah)، همان جایی است که آتش را پیوسته در آن روشن نگاه می‌دارند.
پیش از آیین یسنای اصلی، پَرَگَنه (Paragnah) اجرا می‌شود، که متشکل از یک سلسله عملیات مقدماتی مختلف است که آخرین آن‌ها آماده ساختن نوشیدنیِ مورد نیاز قربانی است. سایر عملیات که نسبت به آن فرعی است عبارتند از:
- آیین زوهر یا آب مقدس، که تبرک آبی است که از چاهی در کنار معبد کشیده می‌شود. در آیینی که آمیزش زوهر نامیده می‌شود، آب در پایان مراسم یسنا، دوباره به چاه بازگردانیده می‌شود، یعنی آب زوهر از نو با آب چاهی که از آن گرفته شده یکی می‌شود.[۴][۵]
- آیین بَرسم یا دسته‌ای شاخه، که امروزه با شاخه‌های فلزی جایگزین شده، اما نامش یادآور برهیس (Barhis) است، حصیری که برای نشستن خدایان طی مراسم ودایی قربانی بافته می‌شد. در طول آیین پارسی، مقداری آب مقدس بر روی برسم ریخته می‌شود. همان‌طور که دارمستتر در زند و مودی نیز آن را تأیید کرده‌است، عمل نمادپردازی روشن است: «برسم نمایانگر آفرینش گیاهان است و آب مقدس به جای باران؛ زوهر به شکلی روی برسم ریخته می‌شود تا تماس کامل باشد و به این ترتیب، باروری کل آفرینش گیاهان و خاک تضمین شود.». در طول یسنا، برسم روی دو پایهٔ هلای شکل گذاشته می‌شود که خود نماد روشنی از باروری گیاهی است.[۶]
- آیین اَییویدونگهن (Aiwyaonghan) یا «گره». ابتدا یک برگ درخت خرما در آبِ از لحاظ آیینی پالوده شده، شسته می‌شود، سپس آن را به شش نوار باریک تقسیم می‌کنند و دور یکدیگر تاب می‌دهند تا دستهٔ واحدی بسازد و هر دو انتهای آن را گره می‌زنند. رسم است که بَرسم را دسته می‌کنند؛ رشتهٔ واحدی از دستهٔ برسم را در پای پایه‌های هلالی شکل قرار می‌دهند، و رشتهٔ زوهر را در پایان پر گره، روی دیس جیوَم (سانسکریت: जीवम्، آوانگاری: Jīvam، ت. «موجود زنده») می‌گذارند.[۷]
- آیین اورورم (Urvaram) یا «گیاه». شاخه‌ای از درخت انار در آب مقدس شسته می‌شود.
- آیین جیوَم (Jivam) یا «شیر زنده». از بزی (به عنوان جایگزین گاو) شیر دوشیده می‌شود.
- آیین تهیهٔ دَرون، نان مقدس. این نان در لحظهٔ معینی از مراسم توسط موبد موبدان (Zot) (یسنا ۸) خورده می‌شود، و سایر افراد حاضر چنان‌که مایل باشند، پس از مراسم آن را می‌خورند. گوشودو (Goshuddo) نام کرهٔ شفاف شده یا گهی (سانسکریت: घी، آوانگاری: Ghī، ت. «روغن حیوانی») است که یکی از اجزای دَرون darun بوده و برای چرب کردن آن نیز استفاده می‌شود.[۸][۹]

تهیهٔ هومَه به خودی خود مراسمی کامل است. شاخه‌های گیاه هومه، اِفدرا (Ephedra) (که نام خود را به افدرین داده‌است) از ایران به هند وارد می‌شود. در آب مقدس شسته و در هاونی که به دیواره‌هایش ابتدا با دستهٔ هاون ربه زده می‌شود، کوبیده و اوراد دفع ارواح پلید (Exorcism) تکرار می‌شود.
شیاطین به ویژه در مقابل ضربه‌هایی که به دیواره نواخته می‌شود، حساسند. ساقه‌ها با اوروَرَم یا شاخهٔ انار، با افزودن اندکی آب مقدس کوبیده می‌شود. در این میان موبد دعاهای اصلی پارسی را چندین بار می‌خواند. آبگونه‌ای را که به ترتیب جمع می‌شود، از درون یک صافی که از موی گاو مقدس ساخته شده، در حال دعا خوانی، که برخی از آن‌ها «با صدای خفه» خوانده می‌شود، می‌گذرانند. آبگونه‌ای که به ترتیب آماده می‌شود، پرهوم (Parahom) یا هوم مقدماتی است که طی یسنای اصلی تبرک می‌شود.
یسنای اصلی چنان‌که مودی نیز اشاره می‌کند بیش تر، از بازخوانی ۷۲ فصل یسنا که اینجا و آنجا با برخی از آیین‌ها همراهی می‌شود تشکیل شده‌است. مراسم به دو موبد نیاز دارد، که اولی زوت، به تنهایی می‌خواند؛ و دومی راسپی (Raspi) به تناوب پاسخ می‌دهد، اما وظیفهٔ اصلی او مراقبت از آتش است که مراسم در مقابلش اجرا می‌شود.
آیین یزشن یکی از مهم و اساسی‌ترین آیین‌های دین کهن ایران یعنی دین زرتشتی به‌شمار می‌آید. واژهٔ «یزشن» از ریشهٔ اوستایی به معنی ستودن، پرستیدن و دعا کردن می‌آید. این ریشه مفهوم‌هایی چون قربانی کردن و نثارِ فدیه را نیز دربردارد. معادل اوستایی یزشن در سانسکریت، یجنه است که معنی ستایش و نیایش یک خدا را می‌رساند و نیز معنی وقف کردن، تقدیس کردن، پیشکش کردن و ستودن یک ایزد با دعا و فدیه را دارد اما نزدیکترین معنی که از این ریشه به ذهن متبادر می‌شود، قربانی کردن است. دو آیین یزشن در ایران و یجنه در هند با یکدیگر قابل مقایسه هستند. با بررسی شباهتهای این دو آیین، می‌توان وجود ریشهٔ مشترک کهنی را برای آنها اثبات کرد.

## قربانی
قربانی در آیین یزشن/یجنه، جایگاه ویژه‌ای دارد. عمل قربانی در آیین‌های یادشده، در زمان‌های گوناگون و مکان‌های متفاوت، به صورت‌های گوناگونی جلوه‌گر می‌شود. اما به هر صورت، روح آیین قربانی در این مراسم همواره وجود داشته و نقش مهمی دارد. زرتشت در راستای اصلاحات خود در دین، مراسم قربانی را ملغی کرد. در دوره‌های بعد، این قربانی کردن‌ها دوباره تا حدودی مرسوم شد و حتی در برخی کتاب‌ها به زبان پهلوی، چگونگی پیشکش کردن قربانی به ایزدان مختلف شرح داده شده‌است.

## نحوه مراسم
در کرده سوم ویسپرداز هفت موبد یا آثرَونانی نام برده شده که در رأس آنها زئوتر یا زوت قرار دارد و ایشان در محل «یزشن‌گاه» (جشن‌گاه) مراسم‌های یسنا خوانی، ویسپرد خوانی و سایر مراسم‌های مشابه را طبق اصول ویژه ای برگزار می‌کردند. در این مراسم‌ها که از شب پیش آغاز شده و تا پگاه ادامه میافته طی آیین‌هایی که در حین اوستا خوانی بوسیلهٔ این موبدان برگزار می‌شده‌است، آب هوم که در حقیقت شیرهٔ گیاهی بیابانی است، تقدیس گردیده و به گفته موبد مهربان فیروزگری به صورت نمادین چند قطره از آن در آب چاهی ریخته می‌شده‌است تا اینگونه پاکی از راه آب‌های به هم پیوستهٔ زیرزمینی در تمام جهان گسترده گردد. این مراسم‌ها با جزئی‌ترین آیین‌هایشان تا حدود ۷۰ سال پیش در شهرهای کرمان و یزد برگزار می‌شده و هم‌اکنون نیز پارسیان این مراسم‌ها را همانگونه برپا می‌دارند.
این آیین‌ها در «یزشن‌گاه» که مکانی مقدس و ویژه در کنار آتش ورهرام است، برگزار می‌گردیده‌است. یزشن گاه در واقع بخشی از دربِ مهر است که بوسیلهٔ شیارهایی بنام «پاوی» یا «کش» که روی کف زمین ساخته شده‌است، محصور می‌شود. این شیارها به‌طور نمادین پاکی آیینی درون یزشن گاه را حفاظت می‌کنند. سنگ یا میزی در یزشن گاه است بنام «اورویس» که موبدان، مراسم آیینی را روی آن می‌چینند و موبد زوت، پشت آن قرار می‌گیرد. روز پیش، آیین مقدماتی که موبدانِ پارسی آن را «پراگنا» می‌نامند، انجام می‌شودو معمولاً این آیین بوسیلهٔ موبد «راسپی» برگزار می‌شود. در مراسم روز پیش موبد راسپی وظیفه دارد با آب پاک کلیهٔ آلات مورد استفاده در مراسم و همچنین یزشن‌گاه را پاک و آماده مراسم نماید. همچنین او باید برسم را نیز آماده کند که تشکیل شده از شمار مشخصی شاخه انار یا میله‌های نقره ای که بوسیلهٔ برگ نخل بایستی به هم بسته شوند.
از دیگر مراسم‌های روز پیش، تقدیس آب زوهر، تهیه پراهوم با کوبیدن هوم در هاون و همچنین تهیه جیوام می‌باشد. روز پس از مراسم را دو موبد که یکی در مقام زوت و دیگری در مقام راسپی است، برگزار می‌کنند. در آغاز، زوت یک اشم وهو می‌سراید و با راسپی مبادله واج و خواندن یسنا یا ویسپرد را آغاز می‌نمایند و در پایان این مراسم با پیشکش آب زوهر یا تقدیس شده با چاه آب به پایان می‌رسد.

## رواج
آیین یزشن در ایران سالها است که یا برگزار نمی‌شود یا برگزاری آن به شکلی کاملاً محدود است و تنها چند موبد در تهران همچنان این آیین را زنده نگاه داشتهاند و در مراسم گاهنبار شکل ساده شده آن را اجرا می‌کنند. اما در میان پارسیان هند، آیین یزشن هنوز آیین زندهای است. پارسیان هنوز در مناسبت‌های مختلف، مراسم یزشن را برگزار می‌کنند. آیین «یجنه» هندی نیز هنوز به صورتی کاملاً زنده و متداول در هند رواج دارد و مردم برای حل بسیاری از مشکلات خود و برآورده شدن خواسته‌هایشان به این مراسم تمسک می‌جویند. در مراسم یزشن کنونی، قربانی حیوانی دیگر انجام نمی‌شود و قربانی غیر خونین که همان هوم است، جای آن را گرفته‌است. با این وجود تا چندی پیش در این مراسم گاو یا گوسفند قربانی می‌شد و شاید هنوز در برخی روستاهای زرتشتی نشین اثری از آن باقی مانده باشد.